# Ceraegidion
Ceraegidion is een kevergeslacht uit de familie van de boktorren (Cerambycidae). De wetenschappelijke naam van het geslacht werd voor het eerst geldig gepubliceerd in 1835 door Boisduval.

## Soorten
Ceraegidion omvat de volgende soorten:
- Ceraegidion dorrigoensis McKeown, 1937
- Ceraegidion horrens Boisduval, 1835